# Uxelles
Uxelles é uma comuna francesa na região administrativa de Borgonha-Franco-Condado, no departamento de Jura. Estende-se por uma área de 5,27 km². Em 2010 a comuna tinha 58 habitantes (densidade: 11 hab./km²).